# Високи Пиринеји
Високи Пиринеји (фр. Hautes-Pyrénées) департман је у југозападној Француској. Припада региону Југ—Пиринеји, а главни град департмана (префектура) је Тарб. Департман Високи Пиринеји је означен редним бројем 65. Његова површина износи 4.464 км². По подацима из 2021. године у департману Високи Пиринеји је живело 230.956 становника, а густина насељености је износила 52 становника по км².
Овај департман је административно подељен на:
- 3 округа
- 34 кантона и
- 474 општина.

## Историја
Департман је основан током Француске револуције, 4. марта 1790. године, на основу закона од 22. децембра 1789. године, од дела провинције Гаскоње, Бигор и Земље Четири Долине (Ор, Барус, Нест и Мануа). Тарбски посланик Конвента Бертран Барер се посебно залагао за то.
Од 1. јануара 2016. године регион Југ—Пиринеји, којем је припадао департман, спојио се са регионом Лангдок-Русијон и постао нова административна јединица под именом Окситанија.

## Демографија
| 1999.   | 2014.   | 2019.   | 2021.   |
| ------- | ------- | ------- | ------- |
| 222.368 | 237.440 | 229.567 | 230.956 |